# Темпиа, Стефано
Стефано Темпиа (итал. Stefano Tempia; 5 декабря 1832, Раккониджи — 25 ноября 1878, Турин) — итальянский композитор, скрипач и музыкальный педагог.
Учился игре на скрипке у своего отца, музыканта военного оркестра, затем занимался музыкой под руководством Луиджи Феличе Росси. В 1853—1859 гг. музыкальный руководитель коллегиальной церкви в Трино, затем обосновался в Турине, первоначально как скрипач-концертмейстер, а затем и дирижёр в театре Кариньяно. В начале 1860-х гг. получил место дирижёра придворной капеллы Сардинского королевства. В 1864 г. выступил с наиболее значительным своим сочинением — Торжественной мессой памяти короля Карла Альберта. Написал также ряд других хоровых сочинений духовного содержания, несколько оперетт, из которых наиболее популярна была «Любовь и прихоть» (итал. Amore e Capriccio; 1869).
В 1868 г. с учреждением Туринского музыкального лицея стал первым профессором скрипки. Затем ушёл оттуда, чтобы в 1875 году основать собственную Хоровую академию Стефано Темпиа, действующую до настоящего времени. Публиковался также как музыкальный критик.